# The Surviving Elements: From Soul Survivor II Sessions
Albums de Pete Rock
Soul Survivor II
(2004) Underground Classics
(2006)
The Surviving Elements: From Soul Survivor II Sessions est le quatrième album studio, et le deuxième instrumental, de Pete Rock, sorti le 31 janvier 2005.
Dans cet album, Pete Rock reprend des beats produits, mais non utilisés, lors de l'écriture de son précédent opus, Soul Survivor II. D'après l'artiste, BBE Records aurait publié cet album sans l'autorisation de Rock et aurait négligé de « nettoyer » les samples utilisés sur certains morceaux. Pete Rock a d'ailleurs entamé une procédure judiciaire contre le label.
Trois des quinze titres ont été utilisés par d'autres artistes : Placebo est devenu Time to Rhyme pour le groupe Northern State, Hop, Skip & Jump a été utilisé par Aer dans Tell it Straight et Midnight and You par Mac Miller dans Thanks for Coming Out.

## Liste des titres
| No  | Titre             | Contient un (des) sample(s) de                                                                            | Durée |
| --- | ----------------- | --- | ----- |
| 1.  | You Remind Me     | You Ought to Be With Me d'Al Green Coastin' and Crashin' Part 1 des Rimshots                              | 5:12  |
| 2.  | Hop, Skip & Jump  | All I Need Is You de Starshine Ike's Mood I d'Isaac Hayes S.U.S. de Placebo                               | 5:11  |
| 3.  | (Pimp) Strut      | Butterfly d'Herbie Hancock Give Me Your Love (Love Song) de Curtis Mayfield                               | 4:57  |
| 4.  | Glowing           | Hold Tight de Change                                                                                      | 4:57  |
| 5.  | Smoking Room Only | Give Me Your Love (Love Song) de Curtis Mayfield                                                          | 4:34  |
| 6.  | Flying            | It's Time for Peace d'Hamilton Bohannon                                                                   | 5:10  |
| 7.  | Marching On       | This Masquerade de Sergio Mendes & Brasil '77                                                             | 5:26  |
| 8.  | Placebo           | We're Gonna Make It Big de Baby Washington et Don Gardner S.U.S. de Placebo                               | 5:04  |
| 9.  | Standard          | When I'm Gone des Jones Girls                                                                             | 4:57  |
| 10. | Midnight and You  | Winter Sadness de Kool & the Gang Picture Me Rollin de 2Pac featuring Danny Boy, Big Syke et C.P.O.       | 5:02  |
| 11. | Fairground        | E.V.A. de Jean-Jacques Perrey                                                                             | 5:11  |
| 12. | Stormy Weather    | | 5:11  |
| 13. | Hip 2 Hip         | Never Stopped Loving You de Tyrone Davis She's Strange de Cameo                                           | 5:39  |
| 14. | U Are What U Are  | Ain't That Loving You (For More Reasons Than One de Johnnie Taylor Get Out of My Life, Woman des Mad Lads | 5:23  |
| 15. | Intrigue          | Coastin' and Crashin' Part 1 des Rimshots                                                                 | 4:24  |